# 화도 분기점
화도 분기점(和道分岐點, Hwado Junction, 화도JC)은 경기도 남양주시 화도읍 차산리와 창현리에 걸쳐 운영중인 서울양양고속도로와 수도권제2순환고속도로가 만나는 분기점이다. 2024년 2월 7일에 개통되었다.

## 연혁
- 2014년 8월 22일: 2022년까지 화도 ~ 양평 구간 신설을 위해 남양주시 도시계획시설 교통광장에 화도읍 창현리 일원을 고시[1]
- 2024년 2월 7일: 수도권제2순환고속도로 포천 ~ 조안 구간 개통과 함께 통행 개시[2]

## 구조물 정보
- 위치: 경기도 남양주시 화도읍 차산리, 창현리

## 접속하는 노선

### 서울/양양방면
- 서울양양고속도로

### 포천/양평방면
- 수도권제2순환고속도로